# Lasioglossum elbanum
Lasioglossum elbanum är en biart som först beskrevs av Blüthgen 1934.  Lasioglossum elbanum ingår i släktet smalbin, och familjen vägbin. Inga underarter finns listade i Catalogue of Life.